# جاکارتا
جاکارتا (به اندونزیایی: Jakarta)، به طور رسمی منطقه پایتخت ویژه جاکارتا (اندونزیایی: Daerah Khusus Ibukota Jakarta، به اختصار DKI Jakarta)، پایتخت پیشین کشور اندونزی و بزرگ‌ترین شهر این کشور است. جاکارتا که در ساحل شمال‌غربی جاوه، پرجمعیت‌ترین جزیره جهان قرار دارد، بزرگترین کلان‌شهر در جنوب شرق آسیا است و به‌عنوان پایتخت سیاسی آسه‌آن (اتحادیه کشورهای جنوب شرق آسیا) عمل می‌کند و مقرّ وزارتخانه‌ها و سازمان‌های مهم اندونزی به‌شمار می‌رود.
جاکارتا یکی از بزرگ‌ترین و پرجمعیت‌ترین شهرهای اسلامی است. جاکارتا بزرگ‌ترین شهر اندونزی و مرکز اقتصادی-تجاری، حمل و نقل و صنعتی این کشور و مرکز سیاسی-اداری ایالت جاکارتا است. ایالت جاکارتا که حدود ۵۹۰ کیلومتر مربع مساحت دارد یکی از پنج ایالت جزیره جاوه است.
بر مبنای آخرین داده‌های جغرافیایی کلانشهر جاکارتا ۴۰ کیلومتر درازا دارد. برخلاف جمعیت بسیار زیادی که دارد این طول شهری تقریباً متناسب با جمعیت نیست.
چالش‌های اصلی جاکارتا شامل رشد سریع شهری، خرابی زیست محیطی، آلودگی هوا، ترافیک‌های سنگین، ازدحام و سیل به دلیل فرونشست است (افزایش سطح دریا نسبی است، نه مطلق). بخشی از جاکارتای شمالی سالانه تا ۱۷ سانتی‌متر (۶.۷ اینچ) به زیر آب فرو می‌رود، در حالی که بخش جنوبی آن نسبتاً امن است. این امر باعث شده است که بخش شمالی شهر مستعد سیل و یکی از سریع ترین پایتخت‌های در حال غرق شدن جهان باشد. در پاسخ به این چالش‌ها، در آگوست ۲۰۱۹، رئیس‌جمهور جوکو ویدودو برنامه‌هایی برای انتقال پایتخت از جاکارتا به شهر برنامه‌ریزی شده نوسانتارا در استان کالیمانتان شرقی در جزیره بورنئو اعلام کرد. مجلس شورای ملی اندونزی این اقدام را در ۱۸ ژانویه ۲۰۲۲ تصویب کرد. البته دولت اندونزی، جاکارتا را پس از اعلام برنامه‌ها برای انتقال پایتخت این کشور رها نمی‌کند. به گفته وزیر برنامه‌ریزی، ۴۰ میلیارد دلار صرف نگهداری از شهر در دهه آینده خواهد شد که بیشتر از هزینه‌های ساخت نوسانتارا است. طبق برنامه‌ریزی‌های صورت گرفته، در ۱۷ آگوست ۲۰۲۴، سال‌روز استقلال اندونزی، پایتخت این کشور از جاکارتا به نوسانتارا منتقل خواهد شد.

## تاریخچه
جاکارتا از مشهورترین شهرهای بزرگ اسلامی، دارای بناهایی متعلق به دوره استعمار و بافت شهری مطابق الگوی شهرهای هلندی است. آثار و اماکن دیدنی شهر عمدتاً در بخش مرکزی (بافت قدیمی) قرار دارند، از جمله آن‌ها می‌توان: میدان مردکا (آزادی و استقلال) و لوح ملی اندونزی، موزه ملی، کاخ ریاست جمهوری یا کاخ آزادی واقع در قسمت شمالی مردکا، موزه مردکا که هلندی‌ها آن را در ۱۷۷۸ احداث کردند، کتابخانه شهر، مسجد بزرگ استقلال، مجموعه ورزشی بازیهای آسیایی، بازار چینیها، بازار قدیمی ماهی فروشان، بازار بزرگ، باغهای درون شهر از جمله باغ معروف جایاانکول، بقایای ساختمان شهرداری (متعلق به دوره استعمار) و زندان‌های قدیمی نزدیک آن را نام برد.
جاکارتا شهری قلعه‌ای و قدیمی است و در منطقه‌ای با تاریخ کهن قرار دارد. گفته شده که این منطقه مقرّ انسان‌های نخستین بوده‌است. در سده چهارم میلادی، دولتی هندو ـ جاوه‌ای در جاکارتا فرمانروایی می‌کرده‌است. سابقه جاکارتا، به سبب واقع شدن در جزیره جاوه، با پیشینه این جزیره درآمیخته‌است.
نام‌های قبلی آن سوندا کلاپا، جایاکارتا و بعد باتاویا بود.

## جغرافیا
شهر جاکارتا در غرب جزیره جاوه، در سواحل شمالی، در کنار خلیج جاکارتا (یا خلیج باتاویا / بتاویه) و دریای جاوه، قرار دارد. این شهر در دشت واقع شده‌است و ارتفاعاتی با فاصله بسیار، در جنوب آن امتداد دارد. رود سیلیونگ با جهت جنوبی ـ شمالی از میان شهر می‌گذرد و به خلیج جاکارتا می‌ریزد. علاوه بر این، رودهای بسیاری در نزدیکی شهر جاری اند که می‌توان به گروگل در غرب و سونتر در شرق جاکارتا اشاره کرد.
با توجه به موقعیت شهر و نزدیکی آن به دریا، نسیم خشکی و دریا که در جاکارتا دائمی است، در افزایش آلودگی هوای شهر مؤثر بوده‌است. این شهر در یکی از پرباران‌ترین مناطق جهان قرار دارد؛ متوسط باران سالانه جاکارتا حدود دو هزار میلی‌متر و متوسط رطوبت سالانه آن ۸۱٪ است.

## حمل و نقل
جاکارتا با مشکل افزایش جمعیت و ترافیک مواجه بوده‌است و هست و به همین دلیل فرماندار شهر جاکارتا با توجه به افزایش جمعیت روزافزون این شهر تصمیم به ایجاد خیابان‌ها و بزرگراه‌های دو طبقه کرده‌است. با توجه به گرانی بودن زمین در جاکارتا، گسترش خیابان‌ها از سمت راست و چپ امکان‌پذیر نبوده و تنها راه گسترش خیابان‌ها به صورت عمودی در طبقات بالای خیابان می‌باشد. دلیل عمده دیگر ایجاد بزرگراه‌های دو طبقه، جلوگیری از کم شدن سرعت ماشین‌ها به دلیل سیلاب همیشگی در جاکارتا است.
جاکارتا دارای سیستم حمل و نقل راه‌آهن شهری می‌باشد که ترافیک جاکارتا را کاهش می‌دهد.
جاکارتا دارای شبکه حمل و نقل راه‌آهن از حومه به داخل شهر می‌باشد که بسیار ارزان و سریع و البته بدون ترافیک است. این شبکه راه‌آهن ریلی توانسته‌است که بسیاری از زمان سفر از حومه به داخل شهر را کاهش دهد. بسیاری از مردم با توجه به پر بودن ظرفیت قطارها، به بالای سقف قطار رفته و از سقف قطار به منظور سفر خود استفاده می‌کنند.
جاکارتا دارای سیستم جامع اتوبوسرانی می‌باشد که شامل ۱۵ مسیر اتوبوسرانی است که از مزایای آن سرعت اتوبوس‌ها بسیار زیاد و هم چنین بدون ترافیک است.
جاکارتا دارای شبکه ام آر تی می‌باشد که بسیار کار آمد و سریع می‌باشد. جاکارتا دارای دو شبکه حمل و نقل ام آر تی شمال -جنوب به طول ۲۲ کیلومتر و شامل ۲۱ ایستگاه می‌باشد و شبکه شرق -غرب به طول ۸۷ کیلومتر و شامل ۴۸ ایستگاه‌است.
جاکارتا دارای طرح مونوریل است که بسیاری از ترافیک‌های جاکارتا را کاهش می‌دهد.